# 疾走 (GRAPEVINEの曲)
『疾走』（しっそう）は、GRAPEVINEの24枚目のシングルである。2009年5月27日発売。

## 解説
- 前作シングルから約1年振りのリリース。アルバム『TWANGS』の先行シングルとなった。
- 初回限定盤は2009年3月14日にSHIBUYA-AXで行われた「GRAPEVINE with 長田進」のライブ映像から6曲が収録されたDVD付き。

## 収録曲
1. 疾走（作詞:田中和将/作曲:亀井亨）
「GRAPEVINE with 長田進」のライブで初披露された曲であり、PVは実際のライブ映像にCG映像が使われたものとなっている。
田中曰く「かなりシングルを意識して書いた曲」。レコーディングはほぼ一発撮りで行われた。
2. hiatus（作詞:田中和将/作曲:亀井亨）

## 初回限定盤DVD
1. Glare
2. 超える
3. エレウテリア
4. Sing
5. KINGDOM COME
6. B.D.S.